# Törlkopf
Le Törlkopf est une montagne qui s’élève à 3 010 m d’altitude dans les Hohe Tauern, en Autriche.